# Parabelbella yaoi
Parabelbella yaoi är en kvalsterart som först beskrevs av Wang 1994.  Parabelbella yaoi ingår i släktet Parabelbella och familjen Damaeidae. Inga underarter finns listade i Catalogue of Life.